# Grotesquerie (série de televisão)
Grotesquerie é uma série de televisão estadunidense de terror, criada por Ryan Murphy, Jon Robin Baitz e Joe Baken para o FX. A série estreou em 25 de setembro de 2024.
Os membros do elenco incluem Niecy Nash-Betts,  Courtney B. Vance, Nicholas Alexander Chavez, Micaela Diamond, Raven Goodwin, Lesley Manville.

## Sinopse
Uma série de crimes hediondos abalou uma pequena comunidade, a detetive Lois Tryon sente que esses crimes são assustadoramente pessoais, como se alguém — ou algo — estivesse provocando-a. Em casa, Lois lida com um relacionamento tenso com sua filha, um marido em cuidados hospitalares de longo prazo e seus próprios demônios internos. Sem pistas e sem saber para onde se voltar, ela aceita a ajuda da Irmã Megan, uma freira e jornalista do Catholic Guardian. A Irmã Megan, com seu próprio passado difícil, viu o pior da humanidade, mas ainda acredita em sua capacidade para o bem. Lois, por outro lado, teme que o mundo esteja sucumbindo ao mal. Enquanto Lois e a Irmã Megan juntam pistas, elas se encontram presas em uma teia sinistra que só parece levantar mais perguntas do que respostas.

## Elenco e personagens

### Principal
- Niecy Nash-Betts como Det. Lois Tryon
- Courtney B. Vance como Marshall Tryon
- Nicholas Alexander Chavez como Padre Charlie Mayhew
- Micaela Diamond como Irmã Megan Duval
- Raven Goodwin como Merritt Tryon
- Lesley Manville como Enfermeira Redd

### Convidado
- Brooke Smith como Gale Hanover
- Joshua Bitton como Sargento Cranburn
- Tessa Ferrer como Grace Finn
- Victoria Abbott como Andrea Salana
- Madison Abbott
- Travis Kelce

## Episódios
| N.º                                                                   | Título       | Dirigido por          | Escrito por                              | Lançamento             | Audiência (milhões) |
| --------------------------------------------------------------------- | ------------ | --------------------- | ---------------------------------------- | ---------------------- | ------------------- |
| 1                                                                     | "Episode 1"  | Max Winkler           | Ryan Murphy, Jon Robin Baitz e Joe Baken | 25 de setembro de 2024 | ASD                 |
| Um crime horrível abala a comunidade de uma pequena cidade.           |              |                       |                                          |                        |                     |
| 2                                                                     | "Episode 2"  | Max Winkler           | Ryan Murphy, Jon Robin Baitz e Joe Baken | 25 de setembro de 2024 | ASD                 |
| Lois aceita a ajuda de uma freira para investigar os crimes recentes. |              |                       |                                          |                        |                     |
| 3                                                                     | "Episode 3"  | Ryan Murphy           | Ryan Murphy, Jon Robin Baitz e Joe Baken | 2 de outubro de 2024   | ASD                 |
| Lois encontra conforto em uma pessoa inesperada.                      |              |                       |                                          |                        |                     |
| 4                                                                     | "Episode 4"  | Alexis Martin Woodall | Ryan Murphy, Jon Robin Baitz e Joe Baken | 2 de outubro de 2024   | ASD                 |
| Uma pista estranha envia Lois para um local remoto.                   |              |                       |                                          |                        |                     |
| 5                                                                     | "Episode 5"  | Max Winkler           | Ryan Murphy, Jon Robin Baitz e Joe Baken | 9 de outubro de 2024   | ASD                 |
| Lois se vê um passo mais perto do assassino.                          |              |                       |                                          |                        |                     |
| 6                                                                     | "Episode 6"  | Max Winkler           | Ryan Murphy, Jon Robin Baitz e Joe Baken | 9 de outubro de 2024   | ASD                 |
| Uma nova descoberta hedionda leva Lois a alguém de seu passado.       |              |                       |                                          |                        |                     |
| 7                                                                     | "Episode 7"  | Max Winkler           | Ryan Murphy, Jon Robin Baitz e Joe Baken | 16 de outubro de 2024  | ASD                 |
| Lois é forçada a tomar uma decisão difícil.                           |              |                       |                                          |                        |                     |
| 8                                                                     | "Episode 8"  | Elegance Bratton      | Ryan Murphy, Jon Robin Baitz e Joe Baken | 23 de outubro de 2024  | ASD                 |
| Lois aceita a ajuda de um especialista.                               |              |                       |                                          |                        |                     |
| 9                                                                     | "Episode 9"  | Alexis Martin Woodall | Ryan Murphy, Jon Robin Baitz e Joe Baken | 23 de outubro de 2024  | ASD                 |
| Lois contempla um novo futuro.                                        |              |                       |                                          |                        |                     |
| 10                                                                    | "Episode 10" | ASA                   | Ryan Murphy, Jon Robin Baitz e Joe Baken | 30 de outubro de 2024  | ASD                 |

## Produção

### Desenvolvimento
Em 23 de fevereiro de 2024, FX anunciou que estava desenvolvendo uma nova série de terror criada por Ryan Murphy chamada Grotesquerie. Em 13 de agosto de 2024, a FX anunciou que a série estreará em 25 de setembro de 2024.

### Escolha de elenco
Em 23 de fevereiro de 2024, Niecy Nash-Betts, Courtney B. Vance e Lesley Manville juntaram-se ao elenco da série. Em 7 de maio de 2024, Travis Kelce juntou-se ao elenco da série. Em 13 de agosto de 2024, Raven Goodwin, Micaela Diamond e Nicholas Alexander Chavez juntaram-se ao elenco da série. Em 4 de setembro de 2024, Tessa Ferrer juntou-se ao elenco da série.

### Filmagens
As filmagens ocorreram entre 25 de abril de 2024 e 13 de agosto de 2024.